# Alconchel de Ariza
Alconchel de Ariza – gmina w Hiszpanii, w prowincji Saragossa, w Aragonii, o powierzchni 34,85 km². W 2011 roku gmina liczyła 90 mieszkańców.